# Stefan Marinović
Stefan Marinović, né le 7 octobre 1991 à Auckland en Nouvelle-Zélande, est un footballeur international néo-zélandais qui évolue au poste de gardien de but. Il possède également la nationalité croate.

## Biographie

### Carrière internationale
Stefan Marinović est sélectionné pour la Coupe du monde des moins de 20 ans de 2011 qui se déroule en Colombie, où il joue trois matchs.
Il est convoqué pour la première fois en équipe de Nouvelle-Zélande par le sélectionneur national Anthony Hudson, pour un match amical contre la Corée du Sud le 31 mars 2015. Le match se solde par une défaite 1-0 des Néo-Zélandais.

## Palmarès
- Coupe d'Océanie : 2016